# Eivor Lilja
Eivor Elisabet Lilja, född Juto den 3 oktober 1936 i Kiruna, Jukkasjärvi församling, död den 12 januari 2012 på Kungsholmen, Stockholm, var en svensk kvinnorättskämpe. 
1990–1991 var hon var förbundsordförande i Fredrika-Bremer-Förbundet. Under 1990-talet arbetade hon som jämställdhetsexpert, fem år på KTH, och två år på Handelshögskolan i Stockholm. Hon arbetade mot invanda fördomar och mönster, och förutom jämställdhetsplaner och mentorprogram tog hon fram riktlinjer för att förebygga och hantera sexuella trakasserier.  
1996 startade Lilja ett ettårigt mentorprogram på Systemekologiska institutionen vid Stockholms universitet. Hon var hedersledamot i Malvina, de kvinnliga teknologernas nätverk.
I sitt företag Humana skapade hon utbildningar i ledarskap och mentorskap. Hon deltog i uppbyggnaden av Swe Q, Sveriges Quinnoråd, det nätverk för jämställdhet som föregick Sveriges Kvinnolobby.
Lilja var dotter till Hugo Arvid Juto, född den 30 september 1912, och Anna Vilhelmina Siekas, född den 21 november 1914. Hon var gift med Harry Lilja och hade två barn.